# Kumagai Ichiya
Kumagai Ichiya (japanisch 熊谷 一弥 Kumagai Ichiya; * 10. September 1890 in Ōmuta, Präfektur Fukuoka; † 16. August 1968 ebenda) war ein japanischer Tennisspieler. Als erster Japaner von internationaler Bekanntheit im Tennis gewann er 1920 im Einzel und Doppel die Silbermedaille bei den Olympischen Spielen und gleichzeitig die erste Medaille für Japan überhaupt.

## Leben
Ab 1910 studierte er an der Keiō-Universität und trat dem Tennisclub bei. Kumagai drängte mit anderen Spielern seiner Universität auf einen Wechsel von Soft Tennis, das 1878 in Japan erfunden wurde, zum heute bekannten Tennis, da dieses auch international bekannt war. Kumagai spielte 1913 als erster Japaner ein Tennisturnier außerhalb des Landes, als er in Manila an den Far Eastern Championship Games teilnahm, dem Vorläufer der Asienspiele. Er zog ins Halbfinale des Einzels und ins Finale des Doppels ein. 1915 in Shanghai und 1917 in Tokio wurde er jeweils im Einzel und Doppel Sieger der Far Eastern Games.
1916 reiste er mit Hachishiro Mikami in die Vereinigten Staaten, um Tennis zu spielen. Zusammen nahmen sie an den U.S. National Championships, dem Vorläufer der US Open, teil. Als erste Japaner überhaupt spielten sie damit bei einem der vier Grand-Slam-Turniere. Während des dreimonatigen Aufenthaltes in den USA spielte Kumagai 60 Matches. Beim Turniersieg in Newport besiegte er u. a. den US-Open-Sieger von 1915 Bill Johnston in fünf Sätzen. Er stieg in der US-Rangliste bis auf Platz 5. Nach seiner Rückkehr machte er 1917 den Abschluss an der Universität. Danach begann er für die Mitsubishi Tōkyō UFJ Ginkō zu arbeiten. Er wurde zur Zweigstelle nach New York versetzt. Fortan spielte er dort Turniere. 1918 erreichte er das Halbfinale der U.S. National Championships, wo er von Bill Tilden geschlagen wurde. 1919 gewann er mehrere Turniere und konnte erstmals auch Tilden in einem Match bezwingen, was als Sensation in den Medien betrachtet wurde. Mit Platz 3 hinter Tilden und Johnston wurde er so hoch in der US-Rangliste geführt wie noch nie. Gegen Tilden, den damals besten Spieler, gewann er nur eines von sechs Matches, nur gegen Richard Norris Williams (1:3) hat er noch eine negative Bilanz von mehr als −1.
Weitere Bekanntheit erlangte Kumagai Ichiya durch den Gewinn zweier Silbermedaille bei den Olympischen Sommerspielen 1920 in Antwerpen. Im Doppel, mit seinem Landsmann Kashio Seiichirō, unterlag er den Briten Oswald Turnbull und Max Woosnam mit 2:6, 7:5, 5:7 und 5:7. Im Einzel verlor er gegen den Südafrikaner Louis Raymond mit 7:5, 4:6, 5:7 und 4:6. Ichiya wurde zum ersten Medaillengewinner seiner Nation. Außerdem war er bis zum Jahr 2021 der einzige Japaner, der eine Medaille im Tennis gewinnen konnte.
Ichiya führte die japanische Davis-Cup-Mannschaft im Jahr 1921 bei der ersten Teilnahme am Davis Cup als Kapitän an. Nach zwei Siegen unterlag die Mannschaft im Finale den Vereinigten Staaten mit 0:5. Durch die Erfolge sorgte Ichiya zusammen mit seinem Teamkollegen Shimizu Zenzō zu einer steigenden Popularität von Tennis in Japan.
1922 kehrte Ichiya nach Japan zurück. Aus Altersgründen beendete er seine aktive Karriere. Er schrieb 1924 ein Buch über Tennis.
Nach dem Zweiten Weltkrieg wurde Kumagai zum Trainer des Davis-Cup-Teams gewählt, das wegen der Beteiligung Japans am Krieg erst 1951 wieder am Davis Cup teilnehmen durfte. 1953 übersetzte Ichiya das Buch „Tennis Techniques“ des Tennistrainers Wynn Mace. Er starb 1968 in seiner Heimatstadt.
2020 wurde bekannt, dass es sich bei der von Kumagai gewonnenen Medaille, die eigentlich in einem Museum in Tokio ausgestellt werden sollte, gar nicht um seine handelt, sondern um die seines Doppelpartners Kashio Seiichirō. Damit gilt die Medaille von Kumagai als verschollen.

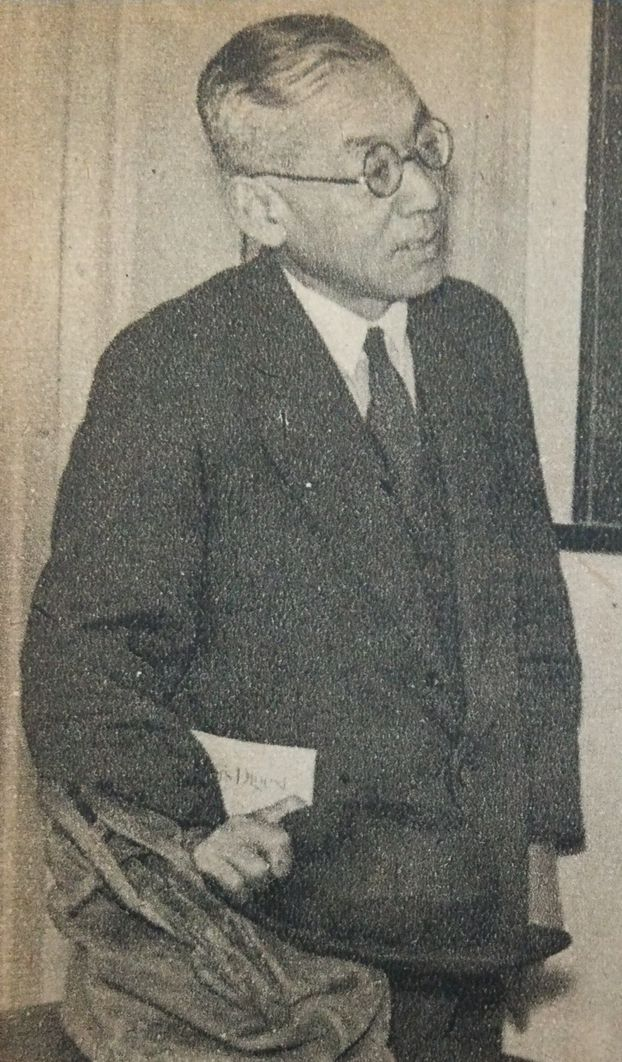
Kumagai (1948)

## Spielstil
Bill Tilden schrieb über Kumagai in einem seiner Bücher. In den Jahren seit 1917 wird die sukzessive Verbesserung seiner Technik hervorgehoben.

“Kumagae is [...] a baseline player of marvellous accuracy of shot and speed of foot. His drive is a lethal weapon that spreads destruction among his opponents. His backhand is a severe "poke," none too accurate, but very deadly when it goes in. His service overhead and high volley are all severe and reliable. His low volley is the weak spot in an otherwise great game. Kumagae cannot handle a chop, and dislikes grass-court play, as the ball bounds too low for his peculiar "loop" drive. He is one of the greatest hard-court players in the world, and one of the most dangerous opponents at any time on any surface.”

„Kumagae ist [...] ein Grundlinienspieler mit hervorragender Genauigkeit und Schnelligkeit. Seine Drives sind eine tödliche Waffe, die Zerstörung unter seinen Gegnern verbreitet. Seine Rückhand ist ein harter „Schuss“, nicht besonders präzise, aber sehr tödlich, wenn er reingeht. Sein Aufschlag über den Kopf und sein hoher Volley sind allesamt hart und zuverlässig. Sein flacher Volleyschuss ist die Schwachstelle in einem ansonsten großartigen Spiel. Kumagae kommt mit dem Slice nicht zurecht und mag das Spielen auf dem Rasen nicht, da der Ball für seinen eigentümlichen „Schleifen“-Drive zu tief springt. Er ist einer der besten Hartplatzspieler der Welt und einer der gefährlichsten Gegner zu jeder Zeit und auf jedem Untergrund.“

## Erfolge
| Legende (Anzahl der Siege) |
| Grand Slam                 |
| Olympische Spiele          |
| Sonstige Turniere          |

### Einzel

#### Finalteilnahmen
| Nr. | Datum           | Turnier           | Belag | Finalgegner   | Ergebnis           |
| --- | --------------- | ----------------- | ----- | ------------- | ------------------ |
| 1.  | 23. August 1920 | Olympische Spiele | Rasen | Louis Raymond | 5:7, 6:4, 7:5, 6:4 |

### Doppel

#### Finalteilnahmen
| Nr. | Datum           | Turnier           | Belag | Partner          | Finalgegner                 | Ergebnis           |
| --- | --------------- | ----------------- | ----- | ---------------- | --------------------------- | ------------------ |
| 1.  | 24. August 1920 | Olympische Spiele | Rasen | Kashio Seiichirō | Oswald Turnbull Max Woosnam | 2:6, 7:5, 5:7, 5:7 |